# Bleu pétrole (film)
Pour plus de détails, voir Fiche technique et Distribution.
Bleu pétrole est un documentaire français réalisé par Nadège Trebal et sorti en 2012.

## Synopsis
Le travail quotidien à la raffinerie de pétrole de Donges implantée en bordure de l'estuaire de la Loire.

## Fiche technique
- Titre : Bleu pétrole
- Réalisation : Nadège Trebal
- Scénario : Nadège Trebal
- Photographie : David Chizallet
- Son : Cédric Lionnet, Luc Meilland, Rosalie Revoyre
- Montage : Cédric Le Floc'h
- Musique : Rodolphe Burger
- Production : Maïa Cinéma
- Distribution : Shellac Distribution
- Pays de production :  France
- Genre : documentaire
- Durée : 100 minutes
- Date de sortie : France - 30 mai 2012